# Bolsa de Valores de Montevideo
La Bolsa de Valores de Montevideo S.A. es una sociedad comercial continuadora de la asociación civil “Bolsa de Valores de Montevideo” fundada el 4 de noviembre de 1921, a su vez sucesora de la "Sociedad Bolsa Montevideana", fundada en 1867. Es la administradora de uno de los mercados de valores que funcionan en Uruguay.

## Historia
La "Sociedad Bolsa Montevideana" se creó con dos cuerpos empresariales diferenciados por su actividad: la Cámara Sindical, que representaba los intereses del comercio, y la Comisión Interna de Corredores, que regulaba la actividad de los Corredores. En 1875 la Comisión Interna de Corredores pasó a denominarse simplemente Comisión de Corredores. El 4 de noviembre de 1921 se convirtió en el gremio de los corredores y, a partir de 1937, pasó a llamarse Asociación de Corredores de la Bolsa de Comercio. En 1952 cambió su nombre por el de Bolsa de Valores y, en 2004, por el actual de Bolsa de Valores de Montevideo. El 11 de diciembre de 2013 se decide la transformación de la Bolsa en una sociedad anónima.
El objeto inicial de la Sociedad Bolsa Montevideana fue el de dotar al comercio de Montevideo de un punto de reunión, a una hora fija, para tratar toda clase de negocios lícitos. La sociedad promulgó un Reglamento interno de Corredores que fijaba la forma de admisión, las condiciones con que se verificarían las transacciones, las penalidades a los infractores, además de otras disposiciones.
La primera década del siglo XX fue un período de muy rápido crecimiento y la Bolsa experimentó un fuerte desarrollo. La operativa estaba dominada por la Deuda Pública que, hacia 1904 representaba el 90% del total de transacciones. El crecimiento de la actividad bursátil se enlenteció a partir de 1912 y, luego de la crisis de 1929, comenzó a caer. Recién retomó su crecimiento en 1934. En el período 1934-1947 el alza fue del 10,9% promedio anual.
En este período se verificó un crecimiento de la participación de los valores privados con respecto a los públicos. Llegaron a cotizar acciones de 45 empresas, la mayoría industriales: Funsa, Campomar & Soulas, Fábrica Nacional de Papel, Frigorífico Modelo, Ferrosmalt, M.D.F. Metalúrgica y Diques Flotantes, Oyama y Rausa, entre otras.
A partir de 1950 la actividad volvió a retraerse hasta, aproximadamente, 1970. Entre ese año y 1982 se volvió a vivir uno de los tres períodos históricos en que la actividad bursátil registró un crecimiento superior al del producto del país. El volumen de transacciones sufrió una caída importante en los años 1982 y 1983, como consecuencia del estallido de la crisis de la deuda y la profunda recesión.
La recuperación del volumen comercializado tuvo lugar recién en 1985. A partir de entonces se asistió a un deterioro de la participación de los papeles privados a favor de los públicos. La contracción del mercado accionario se reflejó tanto en el volumen operado como en el número de empresas cotizantes en Bolsa: en 1979 operaban 33 empresas y en 1985 esta cifra había caído a 23.
A partir de 1990, el Estado uruguayo procuró nuevos mercados de financiamiento, más allá del local, emitiendo Euronotas y Eurobonos en los mercados internacionales. La Bolsa de Valores, a su vez, encontró su espacio y tomó la iniciativa en el desarrollo de un mercado de Participaciones Privadas, a través de las cuales el inversor podía aplicar sus ahorros en depósitos bancarios globales, a corto plazo, en institucionales nacionales y extranjeras.
Otra iniciativa de la Bolsa fue lograr que la mayoría de las instituciones bancarias que operaban en el país ingresaran a la institución como socios especiales. A partir de 1996, con la aparición de las Administradoras de Fondos de Ahorro Previsional (AFAP) y el nacimiento de un nuevo marco jurídico con la Ley del Mercado de Valores y Obligaciones Negociables, se favoreció el crecimiento de la operativa bursátil. La mencionada Ley procuró, no solo desarrollar el mercado, sino también organizar su funcionamiento. Muchas empresas de diversos sectores económicos volvieron a encontrar financiamiento a través de la Bolsa.
Además de administrar uno mercados de transacciones de valores de oferta pública, la Bolsa de Valores de Montevideo posee un servicio de liquidación, compensación y custodia de efectivo y valores para sus socios. Dicho servicio fue iniciado en 1997, originalmente en sociedad con el banco ABN Amro. Actualmente el servicio de custodia de valores es prestado a través de varias entidades de la plaza uruguaya y del exterior.

## Organización
La autoridad superior de la Bolsa de Valores de Montevideo es la Asamblea General, en la que tienen derecho a participar los socios activos. Todos los socios tiene derecho a un voto. Hay Asambleas ordinarias y extraordinarias. La Asamblea General Ordinaria de socios se celebra dentro de los ciento veinte días de finalizado el año para considerar la memoria anual del Consejo Directivo, los estados contables y el informe de la Comisión Fiscal.
Las Asambleas Generales Extraordinarias se reúnen cuando lo dispone el Consejo Directivo por iniciativa propia o a pedido de quince socios, siempre que lo soliciten con indicación de los asuntos a tratar. En ese último caso, el Consejo Directivo, dentro de los 10 días hábiles de recibida la solicitud, debe publicar la convocatoria.
La Bolsa de Valores de Montevideo está dirigida por un Consejo Directivo compuesto de siete miembros e integrado por un Presidente, un Vicepresidente, un Secretario, un Prosecretario, un Tesorero y dos Vocales. Los miembros del Consejo Directivo duran dos años en el ejercicio de sus cargos, pero la renovación se hace anualmente en forma parcial.
La elección del Consejo Directivo se efectúa por el procedimiento del voto secreto, mediante listas, sin especificación de cargos, con excepción de los de Presidente y Vicepresidente. Luego de cada elección una Comisión Electoral proclama el resultado y el propio Consejo Directivo procede a la distribución de los cargos, con excepción de los de Presidente y Vicepresidente, que son quienes encabezaron la lista más votada.
El control interno en la Bolsa de Valores de Montevideo es ejercido por la Comisión Fiscal, integrada por tres socios activos elegidos anualmente en el mismo momento que los miembros del Consejo Directivo. Es incompatible el cargo de miembro del Consejo Directivo con el de integrante de la Comisión Fiscal.
La Bolsa de Valores de Montevideo tiene también un Tribunal de Ética compuesto por tres socios activos elegidos conjuntamente y en la misma forma prevista para el Consejo Directivo. Para ser miembro del Tribunal de Ética se requiere una antigüedad no menor de quince años como socio activo de la Bolsa y no haber sido sancionado en forma alguna durante todo el período de su actuación como tal.
El Tribunal de Ética actúa ante cuestiones que resulten susceptibles de comprometer la dignidad o el honor de la Bolsa de Valores de Montevideo o de uno o más de sus miembros o en casos que puede verse afectada la ética profesional, así como en todos los asuntos que puedan dar lugar a una sanción disciplinaria por parte de la propia Bolsa de Valores de Montevideo o por parte del Banco Central del Uruguay.

## Regulación
La Bolsa de Valores de Montevideo está regulada y supervisada por el Banco Central del Uruguay a partir de la sanción de la ley N.º 18.627 del 2 de diciembre de 2009, modificativa de la ley N.º 16.749 del 30 de mayo de 1996 (Ley de Mercado de Valores y Obligaciones Negociables).
De acuerdo con la ley, las Bolsas de Valores "son entidades que tienen por objeto proveer a sus miembros los medios necesarios para que puedan realizar eficazmente las transacciones de valores mediante mecanismos de subasta pública y para que puedan efectuar las demás actividades de intermediación de valores que procedan de acuerdo con la ley y con la reglamentación que dicte la Superintendencia de Servicios Financieros" del Banco Central del Uruguay.
El artículo 90° de la norma establece que las Bolsas de Valores requerirán para funcionar "autorización previa de la Superintendencia de Servicios Financieros". Las Bolsas de Valores deben "reglamentar su actividad, vigilando el estricto cumplimiento de dichos reglamentos, de manera de asegurar la existencia de un mercado competitivo, ordenado y transparente, sin perjuicio de las facultades de regulación de la Superintendencia de Servicios Financieros". Además deben "velar por el estricto cumplimiento por parte de sus miembros de los más elevados principios éticos y de todas las disposiciones legales y reglamentarias que les sean aplicables".
La ley N.º 18.627 fue reglamentada por el Decreto N.º 322/011 del 16 de septiembre de 2011 y por la Circular N.º 2.056 del Banco Central del Uruguay del 26 de febrero de 2010.

## Vínculos internacionales
La Bolsa de Valores de Montevideo es socia de la Federación Iberoamericana de Bolsas (FIAB), entidad que congrega a las Bolsas de Valores de América Latina, España y Portugal. La misión de la FIAB consiste en fomentar la colaboración entre sus miembros, a fin de promover el desarrollo y perfeccionamiento de sus respectivos mercados de valores e instrumentos financieros, en el mejor interés de todos los participantes de los mismos. La FIAB realizó en dos oportunidades su Asamblea General Anual en Uruguay: en 1988 y en 2008.
También es socia de la Asociación de Depósitos Centrales de Valores de América (ACSDA), una organización sin fines de lucro constituida por Depósitos de Valores y Cámaras de Compensación de América, con sede en Lima, Perú. Su constitución fue acordada en la primera Asamblea General celebrada en la ciudad de Lima, Perú, el 10 de agosto de 1999. En octubre de 2005 el Comité Ejecutivo de ACSDA se reunió en Punta del Este, simultáneamente con la realización del seminario: "Los Depósitos Centrales, Sistemas de Liquidación y Contrapartes Centrales como Entidades Relevantes en los Mercados de Valores".

## Autoridades
| Cargo           | Nombre           | Empresa                         |
| --------------- | ---------------- | ------------------------------- |
| Presidente      | Ándel Urraburu   | Urraburu e Hijos C.B. SRL       |
| Vicepresidente  | Matías Sagaseta  | Latin Securities Uruguay S.A.   |
| Secretario      | Mauricio Bonnet  | Carlos A. Bonnet Buela C.B. SRL |
| Director        | Ignacio Munyo    | Independiente                   |
| Director        | Gustavo Viñales  | Independiente                   |
| Síndico         | Jorge Gutfraind  | RSM Uruguay                     |
| Gerente General | Patricia Torrado |                                 |

## Otras bolsas de valores
En Uruguay operan dos bolsas, la Bolsa de Valores de Montevideo (B.V.M.) y la Bolsa Electrónica de Valores del Uruguay S.A. (BEVSA).